# Vacaciones de terror 2
Vacaciones de terror 2 (también conocida como Vacaciones de terror 2: Cumpleaños diabólico) es una película de terror sobrenatural mexicana de 1990, dirigida por Pedro Galindo III, a partir de un guion que escribió con Eduardo Galindo y Santiago Galindo. Está protagonizada por Pedro Fernández, Tatiana, y Joaquín Cordero.

## Argumento
En el cumpleaños de su hija Tania, el productor de cine Roberto da una fiesta de Halloween en sus estudios fílmicos. El pastel de cumpleaños es realizado en una maqueta que lleva consigo una bruja que cobra vida y provoca el pánico de los asistentes. Julio, el novio de Mayra, sabe que es un hechizo. Cuando todos huyen del lugar, las hermanas Tania y Mayra vuelven para recoger una moneda que su padre Roberto le regaló a la primera. Al regresar, la bruja lanza un hechizo sobre Tania que la encierra dentro de la moneda. Ante dicha situación, Julio, Mayra, y Roberto, buscan una forma de deshacer el encantamiento y acabar con la bruja utilizando un amuleto.

## Reparto
- Pedro Fernández como Julio
- Tatiana como Mayra Mondragón
- Joaquín Cordero como Roberto Mondragón
- Luis Camarena como bruja
- Renata del Río como Tania Mondragón
- Alfredo Gutiérrez como viejo
- Ernesto Carregha como Ramón
- Ernesto Casillas como policía
- Juana Bocanegra como delegada